# Si vols de debò...
Si vols de debò... (títol original en anglès, Hope Springs) és una pel·lícula de comèdia dramàtica del 2012 dirigida per David Frankel i protagonitzada per Meryl Streep, Tommy Lee Jones i Steve Carell.

## Argument
La Kay (Meryl Streep) i l'Arnold (Tommy Lee Jones) són una parella fidel, però trenta anys de matrimoni els han fet arribar a una vida rutinària. Quan ella s'assabenta que el famós especialista en relacions matrimonials, el Dr. Bernie Feld (Steve Carell) està al poble de Hope Springs, tracta de convèncer el seu marit per agafar un avió i anar-hi una setmana per fer una teràpia de matrimoni. Només el fet de convèncer-lo ja és una tasca prou difícil, però el vertader repte per a tots dos arriba a mesura que alliberen el seu dormitori d'obsessions i tracten de tornar a encendre la flama que provocà que s'enamoressin l'un de l'altre.

## Repartiment
- Meryl Streep
- Tommy Lee Jones
- Steve Carell
- Elisabeth Shue
- Jean Smart
- Ben Rappaport
- Marin Ireland
- Mimi Rogers
- Becky Ann Baker

## Premis i nominacions

### Nominacions
- 2013. Globus d'Or a la millor actriu musical o còmica per Meryl Streep

## Crítica
- "Resulta també inequívocament nord-americà, per allò que té de dolent i pel que té de bo: lleugera, agradable, superficial, glamurosa, de discreta altura dramàtica i potentíssima altura interpretativa"[3]
- "El que podria haver estat una farsa forçada o pitjor encara, porno per a ancians, es transforma en canvi en una pel·lícula de plaers hilarants i emotius (...)[4]
- "Un matusser encreuament entre comèdia domèstica i tragèdia marital que és trufada de rialles, amarada de llàgrimes i recarregada per una banda sonora retumbant i desencertada que amplifica cada forat narratiu[5]